# Joyoboyo
Joyoboyo is een bestuurslaag in het regentschap Lubuklinggau van de provincie Zuid-Sumatra, Indonesië. Joyoboyo telt 3706 inwoners (volkstelling 2010).